# Prostitución en Bangladés

Prostitución en Asia. En verde, se indican los territorios donde la prostitución es legal y está regulada, como en el caso de Bangladés.

La prostitución en Bangladés es legal y está regulada. Las prostitutas deben registrarse y presentar una declaración jurada en la que afirmen que se dedican a la prostitución por libre elección y que no pueden encontrar ningún otro trabajo. Las prostitutas bangladesíes suelen sufrir malas condiciones sociales y con frecuencia son degradadas socialmente.

## Política y legislación
La prostitución es legal en Bangladés, pero la Constitución del país establece que «el Estado se esforzará por impedir el juego y la prostitución». Diversas disposiciones de distintas leyes prohíben la prostitución infantil, la prostitución forzada, la prostitución de recluta y el mantenimiento de burdeles sin licencia.
Las leyes de vagabundeo se utilizan a veces contra las prostitutas, a las que se recluía en albergues indefinidamente. En 2000, el Tribunal Superior de Bangladés dictaminó que la detención de más de 100 prostitutas detenidas en redadas en burdeles era ilegal, y que la prostitución es una ocupación legal.

### Código Penal
- Artículo 290 - Quien cometa una alteración del orden público en cualquier caso no castigado de otro modo por este código, será castigado con una multa.[7] En este caso, es un delito que afecta a la salud pública, la seguridad, la conveniencia, la decencia y la moral.
- Artículo 364A - Quien secuestre o rapte a una persona menor de diez años para someterla a la esclavitud o a la lujuria de otra persona será castigado con la pena de muerte o con cadena perpetua o con una pena de prisión de hasta 14 años que no podrá ser inferior a 7 años.[7]
- Artículo 366A - Quien, por cualquier medio, induzca a una menor de dieciocho años a salir de cualquier lugar o a realizar cualquier acto con la intención de que dicha menor sea forzada o seducida a mantener relaciones sexuales ilícitas con otra persona, o a sabiendas de que es probable que lo sea, será castigado con pena de prisión de hasta diez años y también podrá ser multado.[7]
- Artículo 373 - Quien compre, contrate u obtenga de cualquier otro modo la posesión de cualquier persona menor de dieciocho años con la intención de que dicha persona sea empleada o utilizada a cualquier edad con fines de prostitución o relaciones sexuales ilícitas con cualquier persona, o sabiendo que es probable que dicha persona sea empleada o utilizada a cualquier edad con dichos fines, será castigado con una pena de prisión de uno u otro tipo que podrá llegar a los diez años y con una multa. Se presumirá, hasta que se demuestre lo contrario, que cualquier prostituta o cualquier persona que tenga o gestione un burdel, que compre, alquile u obtenga de cualquier otro modo la posesión de una mujer menor de 18 años, ha obtenido la posesión de dicha mujer con la intención de que sea utilizada con fines de prostitución.[7]

### Ley de Prevención y Represión de la Trata de Seres Humanos
- Artículo 12 - Si una persona mantiene o gestiona un burdel, o ayuda o participa activamente en su mantenimiento o gestión, se considerará que ha cometido un delito y será castigada por ello con una pena de prisión no superior a cinco años, pero no inferior a tres, y con una multa no inferior a 20 000 taka.[8]
- Artículo 13 - Si una persona, en una calle o lugar público o desde el interior de una casa o edificio, mediante palabras, gestos o exhibición personal indecente, atrae la atención de otra persona con fines de prostitución, se considerará que ha cometido un delito y será castigada con una pena de prisión de hasta tres años o con una multa de hasta 20 000 takas, o con ambas cosas.[8]

## Extensión
Las ONG locales estimaron en 2008 que el número total de mujeres prostituidas ascendía a 100 000. Una estimación de ONUSIDA de 2016 lo elevó, cifrándola en 140 000.
Hay 20 burdeles-pueblos en el país. El más grande es Daulatdia, que cuenta con unas 1 300 trabajadoras sexuales, siendo uno de los burdeles más grandes del mundo.

## Prostitución infantil
La prostitución infantil está muy extendida y constituye un grave problema. La mayoría de los niños bangladesíes que se prostituyen lo hacen en burdeles, y un número menor de niños son explotados en habitaciones de hotel, parques, estaciones de tren y autobús y pisos alquilados.
Unicef calculó en 2004 que había 10 000 niñas menores de edad utilizadas en la explotación sexual comercial en el país, pero otras estimaciones situaban la cifra en 29 000.
Muchas niñas que trabajan en fábricas o como empleadas domésticas son violadas o explotadas sexualmente; estas niñas están muy estigmatizadas y muchas de ellas huyen para escapar de estos abusos, pero a menudo se encuentran con que el sexo de supervivencia es la única opción que les queda; una vez involucradas en la prostitución, quedan aún más marginadas.
Más de 20 000 niños nacen y viven en las 18 zonas rojas registradas de Bangladés. Los niños tienden a convertirse en proxenetas cuando crecen y las niñas continúan la profesión de sus madres. La mayoría de estas niñas entran en la profesión antes de los 12 años.
Los niños discapacitados que viven en instituciones y los desplazados como consecuencia de catástrofes naturales, como las inundaciones, son muy susceptibles de sufrir explotación sexual comercial.
Las familias suelen vender a las niñas a los burdeles para que trabajen en condiciones de servidumbre durante dos o tres años. Las visitas a los burdeles de Faridpur y Tangail en 2010 revelaron que la mayoría de las trabajadoras del sexo toman o les hacen tomar el fármaco esteroide dexametasona para ganar peso y tener mejor aspecto.
Las autoridades suelen ignorar la edad mínima de 18 años, que a menudo se elude mediante declaraciones falsas de la edad, para ejercer la prostitución femenina legal; el gobierno rara vez procesa a los proxenetas de menores.

## VIH/sida
Según las organizaciones no gubernamentales, las prostitutas y sus clientes son quienes corren más riesgo de contraer el VIH/sida debido a la ignorancia y la falta de información pública sobre las relaciones sexuales sin protección.

## Tráfico sexual
Para 2023, el gobierno informó que investigó 975 casos que involucraban a 4 042 sospechosos, incluidos 172 casos de trata sexual, 682 casos de trata laboral y 121 casos de formas no especificadas de trata, y continuó investigando 532 casos de períodos de informes anteriores. Esto se compara con la investigación de 480 casos que involucraban a 2 033 sospechosos y la investigación continua de 712 casos durante el período de informe anterior. Se inició el procesamiento de 3 475 sospechosos en 1 083 casos y continuó el procesamiento de 695 sospechosos del período de informe anterior.
El gobierno aumentó sus esfuerzos de protección, llegando a identificar 1 210 víctimas de la trata, incluidas 210 víctimas de trata sexual, 795 víctimas de trabajo forzado y 205 víctimas de formas no especificadas de trata. Esto representó un aumento en comparación con las 240 víctimas identificadas en el período del informe anterior, y probablemente incluía a víctimas de otros delitos. La sociedad civil y las organizaciones internacionales informaron de la identificación de al menos 10 135 víctimas de la trata, incluidas 1 784 víctimas de trata sexual, 8 090 víctimas de trata laboral y 261 víctimas de formas no especificadas de trata. Los observadores señalaron que los esfuerzos del gobierno para identificar a las víctimas de la trata entre la importante población de trabajadores migrantes que regresaban a Bangladés seguían siendo insuficientes.
Para 2024, la Oficina de Vigilancia y Lucha contra la Trata de Personas del Departamento de Estado de los Estados Unidos calificó a Bangladés como país de "nivel 2".